# Australia na Letnich Igrzyskach Olimpijskich 2008
Australię na XXIX Letnich Igrzyskach Olimpijskich w Pekinie reprezentowało 433 sportowców w 26 dyscyplinach.
Australijczycy wzięli dotychczas udział we wszystkich letnich igrzyskach olimpijskich (w tym dwa razy jako Australazja).

## Zdobyte medale
| Medal  | Zawodnik | Dyscyplina sportowa | Konkurencja                                        |
| ------ | --- | ------------------- | -------------------------------------------------- |
| Złoto  | Stephanie Rice | Pływanie            | 400 m stylem zmiennym kobiet                       |
| Złoto  | Libby Trickett | Pływanie            | 100 m stylem motylkowym kobiet                     |
| Złoto  | Leisel Jones | Pływanie            | 100 m stylem klasycznym kobiet                     |
| Złoto  | Stephanie Rice | Pływanie            | 200 m stylem zmiennym kobiet                       |
| Złoto  | Stephanie Rice Bronte Barratt Kylie Palmer Linda MacKenzie Felicity Galvez (eliminacje) Angie Bainbridge (eliminacje) Melanie Schlanger (eliminacje) Lara Davenport (eliminacje)                                       | Pływanie            | sztafeta 4x200 m stylem dowolnym kobiet            |
| Złoto  | Drew Ginn Duncan Free | Wioślarstwo         | dwójka bez sternika mężczyzn                       |
| Złoto  | Scott Brennan David Crawshay | Wioślarstwo         | dwójka podwójna mężczyzn                           |
| Złoto  | Emily Seebohm Leisel Jones Jessicah Schipper Libby Trickett Tarnee White (eliminacje) Felicity Galvez (eliminacje) Shayne Reese (eliminacje)                                                                           | Pływanie            | sztafeta 4x100 m stylem zmiennym kobiet            |
| Złoto  | Emma Snowsill | Triathlon           | kobiet                                             |
| Złoto  | Nathan Wilmot Malcolm Page | Żeglarstwo          | klasa 470 mężczyzn                                 |
| Złoto  | Tessa Parkinson Elise Rechichi | Żeglarstwo          | klasa 470 kobiet                                   |
| Złoto  | Steven Hooker | Lekkoatletyka       | skok o tyczce mężczyzn                             |
| Złoto  | Ken Wallace | Kajakarstwo         | K-1 500 m mężczyzn                                 |
| Złoto  | Matthew Mitcham | Skok do wody        | wieża 10 m mężczyzn                                |
| Srebro | Briony Cole Melissa Wu | Skok do wody        | wieża 10 m pary kobiet                             |
| Srebro | Clayton Fredericks Lucinda Fredericks Sonja Johnson Megan Jones Shane Rose | Jeździectwo         | Wszechstronny Konkurs Konia Wierzchowego drużynowo |
| Srebro | Eamon Sullivan | Pływanie            | 100 m stylem dowolnym mężczyzn                     |
| Srebro | Brenton Rickard | Pływanie            | 200 m stylem klasycznym mężczyzn                   |
| Srebro | Leisel Jones | Pływanie            | 200 m stylem klasycznym kobiet                     |
| Srebro | Libby Trickett | Pływanie            | 100 m stylem dowolnym kobiet                       |
| Srebro | Jacqueline Lawrence | Kajakarstwo         | kajakarstwo górskie K-1 kobiet                     |
| Srebro | Matt Ryan James Marburg Cameron McKenzie-McHarg Francis Hegerty | Wioślarstwo         | czwórka bez sternika mężczyzn                      |
| Srebro | Grant Hackett | Pływanie            | 1500 m stylem dowolnym mężczyzn                    |
| Srebro | Hayden Stoeckel Brenton Rickard Andrew Lauterstein Eamon Sullivan Ashley Delaney (eliminacje) Christian Sprenger (eliminacje) Adam Pine (eliminacje) Matt Targett (eliminacje)                                         | Pływanie            | sztafeta 4x100 m stylem zmiennym mężczyzn          |
| Srebro | Anna Meares | Kolarstwo           | kolarstwo torowe - sprint kobiet                   |
| Srebro | Sally McLellan | Lekkoatletyka       | bieg na 100 m przez płotki kobiet                  |
| Srebro | Darren Bundock Glenn Ashby | Żeglarstwo          | klasa Tornado mężczyzn                             |
| Srebro | Jared Tallent | Lekkoatletyka       | chód na 50 km mężczyzn                             |
| Srebro | Suzy Batkovic Tully Bevilaqua Rohanee Cox Holly Grima Kristi Harrower Lauren Jackson Erin Phillips Emma Randall Jenni Screen Belinda Snell Laura Summerton Penny Taylor                                                | Koszykówka          | kobiet                                             |
| Brąz   | Cate Campbell Alice Mills Melanie Schlanger Libby Trickett Shayne Reese (eliminacje) | Pływanie            | sztafeta 4x100 m stylem dowolnym kobiet            |
| Brąz   | Jessicah Schipper | Pływanie            | 100 m stylem motylkowym kobiet                     |
| Brąz   | Eamon Sullivan Andrew Lauterstein Ashley Callus Matt Targett Leith Brodie (eliminacje) Patrick Murphy (eliminacje) | Pływanie            | sztafeta 4x100 m stylem dowolnym mężczyzn          |
| Brąz   | Hayden Stoeckel | Pływanie            | 100 m stylem grzbietowym mężczyzn                  |
| Brąz   | Robin Bell | Kajakarstwo         | kajakarstwo górskie C-1 mężczyzn                   |
| Brąz   | Patrick Murphy Grant Hackett Grant Brits Nic Ffrost Leith Brodie (eliminacje) Kirk Palmer (eliminacje) | Pływanie            | sztafeta 4x200 m stylem dowolnym mężczyzn          |
| Brąz   | Jessicah Schipper | Pływanie            | 200 m stylem motylkowym kobiet                     |
| Brąz   | Warren Potent | Strzelectwo         | karabin dowolny leżąc 50 m mężczyzn                |
| Brąz   | Andrew Lauterstein | Pływanie            | 100 m stylem motylkowym mężczyzn                   |
| Brąz   | Jared Tallent | Lekkoatletyka       | chód na 20 km mężczyzn                             |
| Brąz   | Cate Campbell | Pływanie            | 50 m stylem dowolnym kobiet                        |
| Brąz   | Emma Moffatt | Triathlon           | kobiet                                             |
| Brąz   | Jodie Bowering Kylie Cronk Kelly Hardie Tanya Harding Sandy Lewis Simmone Morrow Tracey Mosley Stacey Porter Melanie Roche Justine Smethurst Danielle Stewart Natalie Titcume Natalie Ward Belinda Wright Kerry Wyborn | Softball            | kobiet                                             |
| Brąz   | Gemma Beadsworth Nikita Cuffe Suzie Fraser Taniele Gofers Kate Gynther Amy Hetzel Bronwen Knox Emma Knox Alicia McCormack Melissa Rippon Rebecca Rippon Mia Santoromito Jenna Santoromito                              | Piłka wodna         | kobiet                                             |
| Brąz   | Ken Wallace | Kajakarstwo         | K-1 1000 m mężczyzn                                |
| Brąz   | Lisa Oldenhof Hannah Davis Chantal Meek Lyndsie Fogarty | Kajakarstwo         | K-4 500 m kobiet                                   |
| Brąz   | Des Abbott Travis Brooks Kiel Brown Liam De Young Luke Doerner Jamie Dwyer Bevan George David Guest Rob Hammond Fergus Kavanagh Mark Knowles Stephen Lambert Eli Matheson Eddie Ockenden Grant Schubert Matt Wells     | Hokej na trawie     | mężczyzn                                           |